# Alejandro Lozano
Alejandro Lozano Morales, född 17 mars 1939 i La Toba i Guadalajara, död 30 mars 2003 i Barcelona, var en spansk målare, mosaikkonstnär och skulptör.

## Verk i urval
- 1972-82 Altartavllor för katedralen i Tucupita i Venezuela
- 1974 Mosaiken "Arribada de Colom davant els reis Catòlics"
- 1975 Muralmålningen "C. Colón en la puerta de la Paz"
- 1984 "Y al fondo la Catedral" ("Katedralen i bakgrunden"), oljemålning i sviten Barcelona Monumental
- 1985 "Y al fondo, monumento a Colón" ("Columbus minnesmärke i bakgrunden"), mosaik i sviten Barcelona Monumental
- 1987 Altartavla i mosaik för kyrkan i Bellamar (Castelldefels i Barcelona)
- 1988-89 "St Joan Bosco y Maria Auxiliadora", mosaik på fasaden till kyrka i Huesca
- 1991 "Los quatro evangelistes" ("De fyra evangelisterna"), fyra muralmålningar i kyrkan i Tivenys